# إبونين
إبونين تيناردييه (بالفرنسية: Éponine Thénardier)‏ 
نطق فرنسي: [epɔnin tenaʁdje]
، يُشار إليها أيضًا بـفتاة جوندريت، هي شخصية خيالية في رواية البؤساء الفرنسية للكاتب فكتر هوغو. وهي الأبنة الكبرى لتيناردييه والتي كانت تحقد كثيرا على كوزيت ابنة فانتين في صغرها.
أحبت الشاب الجامعي ماريوس بونتميرسي الذي كان يسكن جوارها وتوفيت مدافعة عنه حين إستقبلت رصاصة بدلا عنه في ثورة 1832 الفرنسية.